# 马克西米利安·赖内尔特
马克西米利安·赖内尔特（德語：Maximilian Reinelt，1988年8月24日—2019年2月9日），德国男子赛艇运动员。他曾代表德国参加2012年和2016年夏季奥林匹克运动会赛艇比赛，获得一枚金牌和一枚银牌。